# Leptura subhamata
Leptura subhamata är en skalbaggsart som beskrevs av Randall 1838. Leptura subhamata ingår i släktet Leptura och familjen långhorningar. Inga underarter finns listade i Catalogue of Life.